# Fourage III (schip, 1923)
De Fourage III is een binnenvaartschip gebouwd in een werf in Leiderdorp. Het schip, dat aanvankelijk de naam 'Drie Gebroeders' kreeg, is speciaal geschikt voor de vaart op Katwijk, vandaar dat men binnenvaartschepen als dit ook wel omschrijft als 'katwijkers'. Tegenwoordig doet het schip dienst als varend woonschip.

## Omschrijving
De Fourage III heeft de volgende afmetingen:
- Lengte: 27,66 meter
- Breedte: 4,85 meter
- Diepgang: 1,30 meter
- Tonnage: 101,000

Oorspronkelijk was het schip voorzien van een 1-cilinder-gloeikopmotor van 35 pk, gemaakt door het Nederlands bedrijf Kromhout, maar deze werd in 1930 vervangen door een 2-cilindermotor van dezelfde merk. Van 1946 tot 1989 werd het schip naar verluidt aangedreven door een motor uit een Duitse locomotief, maar tegenwoordig heeft het schip een moderne motor, namelijk een Scania DS 11 van 182 pk.
Er heeft aanvankelijk een zelflosinstallatie op gestaan. De mastkoker is teruggeplaatst om in de toekomst deze in zijn oude staat te kunnen herstellen.

## Geschiedenis
In december 1922 gaf Jan van der Plas uit Katwijk de opdracht dit schip te bouwen voor zijn zoon, Piet van Jan van Leene. Het binnenvaartschip kreeg de naam 'Drie Gebroeders'.

### Tweede Wereldoorlog
Op 14 mei 1940 lag het schip in de Wijnhaven van Rotterdam toen de stad werd gebombardeerd tijdens de Tweede Wereldoorlog. Het schip raakte hierbij zwaar beschadigd, maar Piet en zijn zoon Klaas overleefden het. Het schip werd weer opgeknapt en van de restanten van de verbrande mast werd een stuurhut gemaakt. De Duitse bezetters legden echter beslag op het schip en werd door hen gebruikt om paardentuig voor het Duitse leger te vervoeren, voornamelijk tussen Rotterdam, Den Haag, Dongen en Oosterhout (Noord-Brabant). Ook gebruikten ze het om het puin van de gebombardeerde stad Den Haag te vervoeren naar Dongen, waar het gebruikt werd als verharding voor het vliegveld Gilze-Rijen.
Op 17 september 1944, de dag van de luchtlandingen bij Arnhem, lag het schip met zo'n 23 andere schepen in de haven van Oosterhout. De schepen werden beschoten door Engelse jagers. Kort hierna werd het schip gedeeltelijk tot zinken gebracht door de inslag van een granaat in het scheepsruim. De reparatie van het gat is tegenwoordig nog steeds goed te zien.

### Latere jaren
Na de Tweede Wereldoorlog voer het schip tot in de jaren zestig voornamelijk tussen Katwijk, IJmuiden en Amsterdam. Daarna werd het schip verkocht en deed het dienst in de haven van Rotterdam om zeeschepen te bevoorraden. In 2009 werd het schip opgekocht door een voormalige binnenvaartschipper uit Noord-Brabant, die het ombouwde tot woonschip en het omdoopte tot Fourage III. Het schip behoort tegenwoordig tot het varend erfgoed.